# ソフトキャンプ
ソフトキャンプ（英: Softcamp Co.,Ltd.）は、1999年に設立された大韓民国の第1世代情報セキュリティ会社である。内部と外部の全ての情報流出の脅威から企業の情報資産を守る企業として、文書セキュリティ、領域セキュリティ、文書集中化など、企業向け内部情報流出防止ソリューションと無害化 ソリューションションを開発して、大韓民国の多数の大企業と第1金融圏、公共機関に提供している。日本文書セキュリティ市場でも高いシェアを占めている。

## 歴史
ソフトキャンプは、1999年7月に設立されて以来、着実に成長し、2006年には「百万ドル輸出の塔」を受賞する成果を収め、2010年には日本文書セキュリティ製品のシェア1位を記録した。2014年基準でKB金融持株、新韓金融持株、ハナ金融持株など大韓民国の代表的な金融持株会社とKTグループ、現代・起亜自動車グループ、新世界グループなど、大規模グループ企業で文書セキュリティと領域セキュリティなどの製品を標準で使用している。2017年基準で、京畿道城南市盆唐区板橋で228ボンギル17、板橋7ベンチャーバレー2イレンテク棟2,3階に所在しており、日本に支社を置いている。

## 主な製品
- Document Security : 企業向け文書セキュリティ・ソリューション
- Document Security For Mobile : 企業向けモバイル文書セキュリティ・ソリューション
- S-Work : 企業向け領域セキュリティ・ソリューション
- MAXEON : 文書集中管理ソリューション
- SHIELDEX : 無害化 ソリューション 公式ホームページ
- SecureKeyStroke : キーボードで入力する使用者主要情報を暗号化して、ハッキング攻撃により主要情報が流出したことを根本的に遮断するキーボードセキュリティ・ソリューション